# جید لورتون-رادبورن
جید لورتون-رادبورن (انگلیسی: Jade Lorton-Radburn؛ زادهٔ ۲۱ ژانویهٔ ۱۹۸۹) بازیکن فوتبال اهل بریتانیا است.